# ジョゼフ・オクム
ジョゼフ・オクム（Joseph Okumu, 1997年5月26日 - ）は、ケニアのプロサッカー選手。ケニア代表。スタッド・ランス所属。ポジションはディフェンダー（センターバック）。

## 経歴

### 幼少期
ケニアのキスムに生まれ、地元のクラブであるチェメリル・シュガーの下部組織でサッカーを始めた。

### クラブ
チェメリル・シュガーのトップチームでデビューした後、南アフリカ共和国のフリーステイト・スターズ、アメリカ合衆国のアナーバーでプレイした。
2018年8月16日、USLチャンピオンシップのレアル・モナークスに移籍。
2019年8月28日、スウェーデンのエルフスボリに移籍し、ヨーロッパでのキャリアをスタートさせた。9月29日、リーグ第26節のソルナ戦でアルスヴェンスカンデビュー。センターバックとして先発フル出場した。
エルフスボリでの活躍により、ロリアン、スタッド・ランス、ヘントなどのクラブがオクムに関心を寄せていると報じられ、2021年夏市場での移籍が現実味を帯びた。
2021年6月21日、名前の挙がっていたヘントに4年契約で移籍した。8月12日、UEFAヨーロッパカンファレンスリーグ予選のRFS戦2ndレグで、後半にこの試合の決勝ゴールとなったプロ初ゴールを記録した。
2023年7月22日、移籍金1,200万ユーロでスタッド・ランスへ移籍し、5年契約を交わした。
2024年3月30日、リーグ第27節のオリンピック・リヨン戦でリーグ・アン初ゴールを挙げた。

### 代表
2016年5月31日、スーダンとの親善試合でケニア代表デビュー。その後は再び召集されるまでに3年ほどかかった。
2019年、代表監督のセバスティアン・ミニェによってアフリカネイションズカップのメンバーに選出された。大会では、全3試合に先発フル出場したが、1勝2敗でグループステージ敗退となった。

## 人物
憧れの選手として、自身と同じポジションのチアゴ・シウヴァとカリドゥ・クリバリの名を挙げている。

## 個人成績

### クラブ
| 国内大会個人成績 | 国内大会個人成績   | 国内大会個人成績 | 国内大会個人成績   | 国内大会個人成績 | 国内大会個人成績 | 国内大会個人成績 | 国内大会個人成績 | 国内大会個人成績 | 国内大会個人成績 | 国内大会個人成績 | 国内大会個人成績 |
| 年度             | クラブ             | 背番号           | リーグ             | リーグ戦         | リーグ戦         | リーグ杯         | リーグ杯         | オープン杯       | オープン杯       | 期間通算         | 期間通算         |
| 年度             | クラブ             | 背番号           | リーグ             | 出場             | 得点             | 出場             | 得点             | 出場             | 得点             | 出場             | 得点             |
| アメリカ         | アメリカ           | アメリカ         | アメリカ           | リーグ戦         | リーグ戦         | リーグ杯         | リーグ杯         | USオープン杯     | USオープン杯     | 期間通算         | 期間通算         |
| ---------------- | ------------------ | ---------------- | ------------------ | ---------------- | ---------------- | ---------------- | ---------------- | ---------------- | ---------------- | ---------------- | ---------------- |
| 2018             | レアル・モナークス | 60               | USLC               | 3                | 0                | -                | -                | 0                | 0                | 3                | 0                |
| 2019             | レアル・モナークス | 60               | USLC               | 10               | 0                | -                | -                | 0                | 0                | 10               | 0                |
| スウェーデン     | スウェーデン       | スウェーデン     | スウェーデン       | リーグ戦         | リーグ戦         | リーグ杯         | リーグ杯         | オープン杯       | オープン杯       | 期間通算         | 期間通算         |
| 2019             | エルフスボリ       | 2                | アルスヴェンスカン | 3                | 0                | -                | -                | -                | -                | 3                | 0                |
| 2020             | エルフスボリ       | 2                | アルスヴェンスカン | 24               | 0                | 4                | 0                | -                | -                | 28               | 0                |
| 2021             | エルフスボリ       | 2                | アルスヴェンスカン | 7                | 0                | 3                | 0                | -                | -                | 10               | 0                |
| ベルギー         | ベルギー           | ベルギー         | ベルギー           | リーグ戦         | リーグ戦         | リーグ杯         | リーグ杯         | ベルギー杯       | ベルギー杯       | 期間通算         | 期間通算         |
| 2021-22          | ヘント             | 2                | ファーストA        | 31               | 1                | -                | -                | 6                | 1                | 37               | 2                |
| 2022-23          | ヘント             | 2                | ファーストA        | 30               | 1                | -                | -                | 3                | 0                | 33               | 1                |
| フランス         | フランス           | フランス         | フランス           | リーグ戦         | リーグ戦         | F・リーグ杯      | F・リーグ杯      | フランス杯       | フランス杯       | 期間通算         | 期間通算         |
| 2023-24          | スタッド・ランス   | 2                | リーグ・アン       | 21               | 1                | -                | -                | 2                | 0                | 23               | 1                |
| 2024-25          | スタッド・ランス   | 2                | リーグ・アン       |                  |                  | -                | -                |                  |                  |                  |                  |
| 通算             | アメリカ           | アメリカ         | USLC               | 13               | 0                | -                | -                | 0                | 0                | 13               | 0                |
| 通算             | スウェーデン       | スウェーデン     | アルスヴェンスカン | 34               | 0                | 7                | 0                | -                | -                | 41               | 0                |
| 通算             | ベルギー           | ベルギー         | ファーストA        | 61               | 2                | -                | -                | 9                | 1                | 70               | 3                |
| 通算             | フランス           | フランス         | リーグ・アン       | 21               | 1                | -                | -                | 2                | 0                | 23               | 1                |
| 総通算           | 総通算             | 総通算           | 総通算             | 129              | 3                | 7                | 0                | 5                | 1                | 147              | 4                |

### 代表
| ケニア代表 | 国際Aマッチ | 国際Aマッチ |
| 年         | 出場        | 得点        |
| ---------- | ----------- | ----------- |
| 2016       | 1           | 0           |
| 2017       | 0           | 0           |
| 2018       | 0           | 0           |
| 2019       | 7           | 0           |
| 2020       | 2           | 0           |
| 2021       | 6           | 0           |
| 通算       | 16          | 0           |

## タイトル

### クラブ
KAAヘント
- ベルギーカップ（2021-22）